# جين رولان
جين رولان (بالفرنسية: Jean Rolin)‏ (14 يونيو 1949، بولون-بيانكور في فرنسا)؛ مراسل عسكري، صحفي، كاتب وروائي فرنسي.

## الجوائز
- جائزة ألبرت لندرس